# Климович Леонід Валентинович
Леоні́д Валенти́нович Климо́вич (біл. Леанід Валянцінавіч Клімовіч, нар. 17 жовтня 1962, Гомель, Білоруська РСР, СРСР) — білоруський філолог, педагог, телеведучий. Відомий передусім як гравець інтелектуальної телегри «Що? Де? Коли?».

## Біографія
Закінчив Гомельський державний університет. Вісім років викладав у школі. З 1993 року — керівник клубу інтелектуальних ігор Гомельського Палацу піонерів, потім — клубу інтелектуальних ігор «Біла Рись». Перший президент Білоруської ліги інтелектуальних команд (БЛІК) (з 1996), організатор численних фестивалів інтелектуальних ігор, дворазовий чемпіон Білорусі зі спортивного «Що? Де? Коли?» і «Брейн-рингу». Лауреат премії Міжнародної асоціації клубів «Що? Де? Коли?» за 2006 рік у номінації «Людина року».
У телевізійному «Що? Де? Коли?» грав з 1981 по 1998 рік. 1997 року названий найазартнішим гравцем телевізійного клубу. З 1992 по 1997 рік також брав участь у телешоу «Брейн-ринг». На Білоруському телебаченні — ведучий телепередач «Біла королева» (відзначена призом глядацького журі на Міжнародному фестивалі телевізійних програм для дітей та юнацтва в Астрахані (1994)), «Ерудит-лото», «Ризик-версія» (1995—2000), «Ерудит-п’ятірка» (з 2009). Відомий передусім як гравець у «Що? Де? Коли?» та автор самобутніх і неординарних питань для цієї гри.
Одружений, двоє дітей.